# Лінія 4 (Паризький метрополітен)
Лінія 4 — одна з шістнадцяти ліній Паризького метрополітену. 
Розташована переважно у межах Парижа, сполучає Порт-де-Кліньянкур на півночі та Мері-де-Монруж на півдні, прямуючи через центр міста. 
Завдовжки 12,1 км, має пересадки на усі лінії метрополітену, окрім ліній 3bis та 7bis, а також на усі лінії RER. 
Крім того, це друга за завантаженістю лінія метро після лінії 1, яка перевезла понад 154 млн пасажирів в 2004 році.
Лінія 4 була першою лінією, що сполучила правий і лівий береги Парижа через підводний тунель, побудований в 1905 - 1907 роках. 
На 2021 рік на лінії відбувається модернізація для повної автоматизації, завершення очікується на початку 2020-х років.

## Історія
- 21 квітня 1908: перша дільниця лінії була відкрита на північ від Сени між Порт-де-Кліньянкур та Шатле
- 30 жовтня 1909 року: друга дільниця лінії була відкрита на південь від Сени між Порт-д'Орлеан і Распай.
- 9 січня 1910: обидві дільниці були з'єднані новим тунелем між Шатле і Распай. Лінія 4 була першою лінією, що перетинала річку Сену під землею.
- 1967: рейки були переобладнані, щоб обслуговувати потяги на гумовому ході. Рухомий склад MP 59 замінив склад зі сталевими колесами Sprague-Thomson.
- 3 жовтня 1977: станція Ле-Аль була перебудована для пересадку на нову мережу RER.
- 23 травня 2011: розпочато заміну рухомого складу MP 59 до MP 89CC.
- 21 грудня 2012: останній MP 59 (#6021) був вилучений після 45 років служби на лінії 4.
- 23 березня 2013: станція Мері-де-Монруж офіційно відкрита для пасажирів, що стало першим продовженням лінії 4 з моменту її створення.
- 13 січня 2022: розширення на південь до Баньє — Люсі Обрак офіційно відкрито для пасажирів.

## Рухомий склад
- M1[en]: 1908-1930
- Sprague-Thomson[en]: 1930 - 1967
- MP 59[en]: 1967 - грудень, 2012
- MP 89[en]CC: травень, 2011 – сьогодення

## Станції

Схема лінії.

| Назва Мовою оригіналу                                    | Комуна        | Дата відкриття  | Пересадки                                               | Примітки                                                                 |
| -------------------------------------------------------- | ------------- | --------------- | ------------------------------------------------------- | ------------------------------------------------------------------------ |
| Порт-де-Кліньянкур Пюс-де-Сент-Уан Porte de Clignancourt | XVIII         | 21 квітня 1908  | (T) · [3b]                                              |                                                                          |
| Семплон Simplon                                          | XVIII         | 21 квітня 1908  |                                                         | На честь превалу Семпіоне                                                |
| Маркаде — Пуасоньє Marcadet — Poissonniers               | XVIII         | 21 квітня 1908  | (М) · (12)                                              |                                                                          |
| Шато-Руж Château Rouge                                   | XVIII         | 21 квітня 1908  |                                                         |                                                                          |
| Барбес — Рошешуар Barbès — Rochechouart                  | Х, XVIII      | 21 квітня 1908  | (М) · (2)                                               | На честь Армана Барбеса і Маргарити де Рошешуар                          |
| Гар-дю-Нор Gare du Nord                                  | Х             | 21 квітня 1908  | TER Picardie                                            | Вихід до Північного вокзалу                                              |
| Гар-де-л'Ест Верден Gare de l'Est                        | Х             | 21 квітня 1908  | TER Picardie TER Champagne-Ardenne                      | Вихід до Східного вокзалу                                                |
| Шато-д'О Château d'Eau                                   | Х             | 21 квітня 1908  |                                                         |                                                                          |
| Страсбур — Сен-Дені Strasbourg — Saint-Denis             | ІІ, ІІІ, Х    | 21 квітня 1908  | (М) · (8) · (9)                                         | На честь Страсбурга та святого Діонісія                                  |
| Реомюр — Себастополь Réaumur — Sébastopol                | ІІ, ІІІ       | 21 квітня 1908  | (М) · (3)                                               | На честь Рене Антуана Реомюра та оборони Севастополя                     |
| Етьєн Марсель Étienne Marcel                             | І, ІІ         | 21 квітня 1908  |                                                         | На честь Етьєна Марселя                                                  |
| Ле-Аль Les Halles                                        | І             | 27 квітня 1908  | (RER) · (A) · (B) · (D)                                 | У кварталі Ле-Аль                                                        |
| Шатле Châtelet                                           | І, IV         | 21 квітня 1908  | (М) · (1) · (7) · (11) · (14) · (RER) · (A) · (B) · (D) | Поблизу площі Шатле                                                      |
| Сіте Cité                                                | IV            | 10 грудня 1910  |                                                         | На острові Сіте                                                          |
| Сен-Мішель Saint-Michel                                  | V, VI         | 9 липня 1910    | (RER) · (B) · (C)                                       | Біля мосту Сен-Мішель                                                    |
| Одеон Odéon                                              | VI            | 9 січня 1910    | (М) · (10)                                              | Поблизу театру Одеон                                                     |
| Сен-Жермен-де-Пре Saint-Germain-des-Prés                 | VI            | 9 січня 1910    |                                                         | Поблизу абатства Сен-Жермен-де-Пре                                       |
| Сен-Сюльпіс Saint-Sulpice                                | VI            | 9 січня 1910    |                                                         | Поблизу церкви Сен-Сюльпіс                                               |
| Сен-Пласід Saint-Placide                                 | VI            | 9 січня 1910    |                                                         |                                                                          |
| Монпарнас — Б'єнвеню Montparnasse — Bienvenüe            | VI, XIV, XV   | 6 квітня 1910   | TER Centre TER Basse-Normandie                          | На честь вокзалу Монпарнас та творця паризького метро Фюльжанса Б'єнвеню |
| Вавен Vavin                                              | VI, XIV       | 9 січня 1910    |                                                         | На честь Алексіс Вавена                                                  |
| Распай Raspail                                           | XIV           | 30 жовтня 1909  | (М) · (6)                                               | На честь Франсуа-Венсана Распая                                          |
| Данфер-Рошро Колонель Роль-Тангі Denfert-Rochereau       | XIV           | 30 жовтня 1909  | (М) · (6) · (RER) · (B)                                 | На честь П'єра Данфер-Рошро                                              |
| Мутон-Дюверне Mouton-Duvernet                            | XIV           | 30 жовтня 1909  |                                                         | На честь Режіса Бартелемі Мутона-Дюверне                                 |
| Алезья Alésia                                            | XIV           | 30 жовтня 1909  |                                                         | На честь битви при Алезії                                                |
| Порт-д'Орлеан Женераль Леклер Porte d'Orléans            | XIV           | 30 жовтня 1909  | (T) · [3а]                                              |                                                                          |
| Мері-де-Монруж Mairie de Montrouge                       | Монруж        | 23 березня 2013 |                                                         |                                                                          |
| Барбара Barbara                                          | Монруж, Баньє | 13 січня 2022   |                                                         |                                                                          |
| Баньє — Люсі Обрак Bagneux–Lucie Aubrac                  | Баньє         | 13 січня 2022   |                                                         |                                                                          |